# Аттіка (Мічиган)
Аттіка (англ. Attica) — переписна місцевість (CDP) в США, в окрузі Лапір штату Мічиган. Населення — 962 особи (2020).

## Географія
Аттіка розташована за координатами 43°1′27″ пн. ш. 83°9′39″ зх. д. / 43.02417° пн. ш. 83.16083° зх. д. (43.024266, -83.160897).  За даними Бюро перепису населення США в 2010 році переписна місцевість мала площу 12,87 км², з яких 12,37 км² — суходіл та 0,50 км² — водойми.

## Демографія
Згідно з переписом 2010 року, у переписній місцевості мешкали 994 особи в 375 домогосподарствах у складі 277 родин. Густота населення становила 77 осіб/км².  Було 435 помешкань (34/км²).
Расовий склад населення:
| - 97,2 % — білих - 0,3 % — корінних американців - 0,1 % — чорних або афроамериканців - 1,3 % — осіб інших рас |

До двох чи більше рас належало 1,1 %. Частка іспаномовних становила 4,8 % від усіх жителів.
За віковим діапазоном населення розподілялося таким чином: 22,8 % — особи молодші 18 років, 62,3 % — особи у віці 18—64 років, 14,9 % — особи у віці 65 років та старші. Медіана віку мешканця становила 41,3 року. На 100 осіб жіночої статі у переписній місцевості припадало 101,6 чоловіків;  на 100 жінок у віці від 18 років та старших — 103,4 чоловіків також старших 18 років.
Середній дохід на одне домашнє господарство  становив 50 430 доларів США (медіана — 35 000), а середній дохід на одну сім'ю — 56 348 доларів (медіана — 44 306). За межею бідності перебувало 22,8 % осіб, у тому числі 41,0 % дітей у віці до 18 років та 15,6 % осіб у віці 65 років та старших.
Цивільне працевлаштоване населення становило 259 осіб. Основні галузі зайнятості: виробництво — 28,6 %, науковці, спеціалісти, менеджери — 22,8 %, будівництво — 14,3 %, освіта, охорона здоров'я та соціальна допомога — 9,3 %.